# 犬舍站
犬舍站（法語：La Muette）是巴黎地鐵的一個車站，這一名稱來自於附近街道Chaussée de la Muette。犬舍站開通於1922年11月8日，是巴黎地鐵9號線最早開通區間的車站。車站附近有OECD總部。

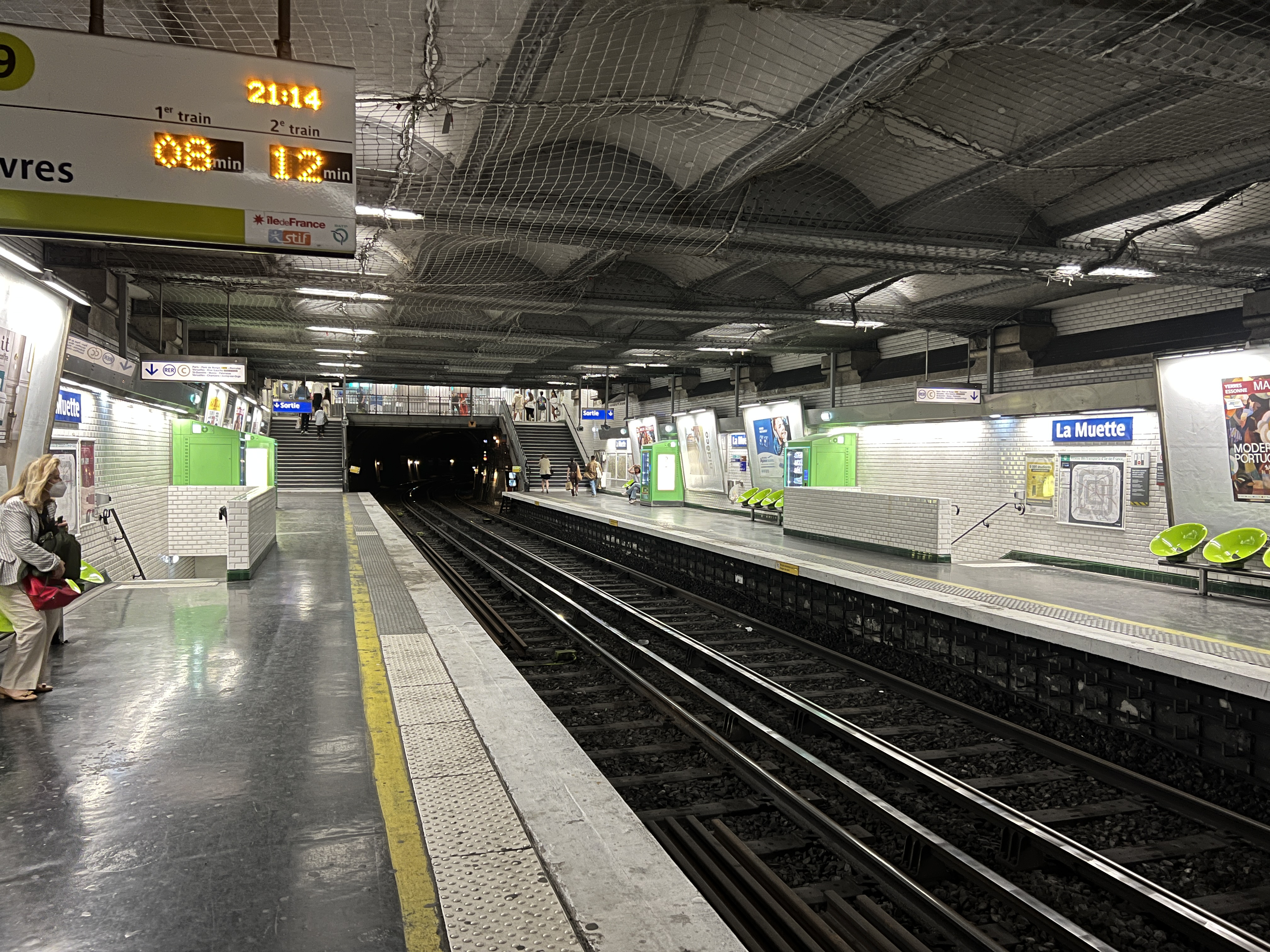
月台（2022年7月）

## 車站結構
| 街道層    |                    |                          |
| B1        | 夾層               |                          |
| 9號線月台 | 側式月台，右側開門 | 側式月台，右側開門       |
| 9號線月台 | 西行               | 往塞夫爾橋（拉內爾拉格） |
| 9號線月台 | 東行               | 往蒙特勒伊鎮（水泵路）   |
| 9號線月台 | 側式月台，右側開門 |                          |